# Enhanced Graphics Adapter

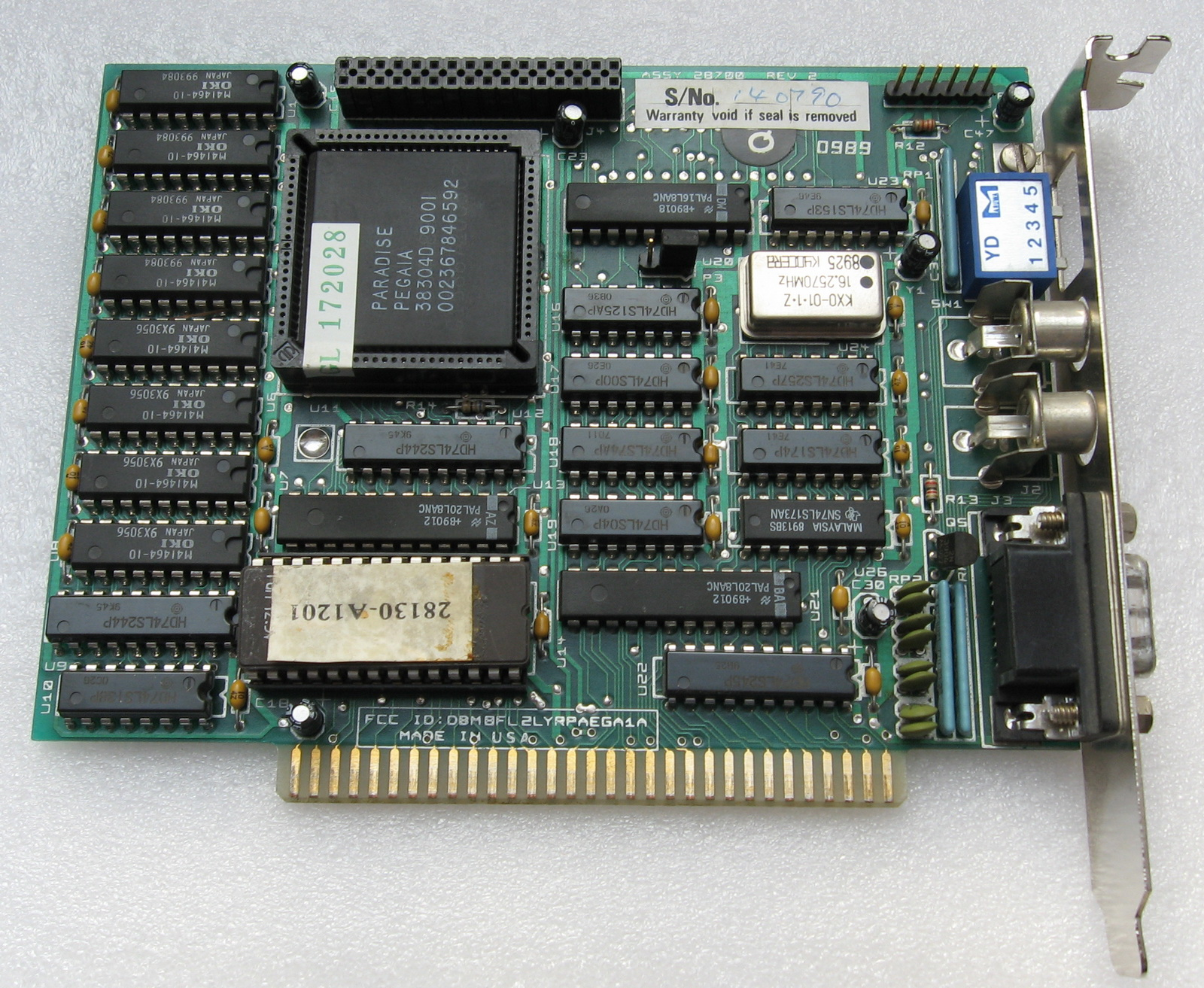
Karta EGA

EGA (ang. Enhanced Graphics Adapter) – jeden ze standardów wyświetlania obrazu i kart graficznych komputerów typu IBM-PC. Został opracowany w 1984 roku przez firmę IBM dla komputerów klasy IBM PC/AT. W porządku chronologicznym usytuowany między CGA a VGA.

## Historia
EGA została wprowadzona w październiku 1984 roku przez IBM wkrótce po opracowaniu ich nowego komputera PC/AT. EGA można było zainstalować we wcześniej wydanych komputerach IBM PC, ale wymagało to aktualizacji pamięci ROM na płycie głównej.
Oprócz oryginalnej karty EGA wyprodukowanej przez IBM, wyprodukowano wiele kompatybilnych kart innych firm, a tryby graficzne EGA były jeszcze obsługiwane przez VGA i późniejsze standardy. Pierwszym produktem Chips and Technologies, wydanym we wrześniu 1985, był czteroukładowy chipset EGA, który odpowiadał 19 chipom z oryginalnej karty EGA od IBM. Do listopadowych targów COMDEX ponad pół tuzina firm wystawiło płyty kompatybilne z EGA oparte na chipsecie C&T. Pierwszą płytą kompatybilną z EGA była Vega z grudnia 1985, wydana przez Video Seven i wykorzystująca właśnie chipset C&T. Płyta główna Vega była o połowę mniejsza od oryginalnej płyty IBM EGA.
W latach 1984–1987 kilku producentów zewnętrznych wyprodukowało kompatybilne karty, takie jak Autoswitch EGA lub chipset Super EGA firmy Genoa Systems. Późniejsze karty obsługujące rozszerzoną wersję VGA zostały podobnie nazwane Super VGA.
Po standardzie EGA w kwietniu 1987 roku pojawił się standard MCGA i VGA wprowadzony przez IBM z IBM PS/2. Początkowo miało to jednak tylko tę konsekwencję, że karty EGA, które do tej pory zajmowały wyższą klasę cenową, powoli stawały się dostępne dla komputerów PC w środkowym, a od około 1989 roku w niższym przedziale cenowym. Dopiero pojawienie się systemu Windows 3.0 w 1991 roku sprawiło, że EGA stopniowo zniknęła.

## Budowa
Dla kart EGA zostały opracowane wyspecjalizowane układy scalone wielkiej skali integracji (LSI), co umożliwiło m.in. zachowanie zgodności wstecz ze standardami CGA i MDA. Ponadto karty te udostępniają programiście kilkadziesiąt rejestrów, przez które można ustawić wiele aspektów ich pracy. Te duże możliwości konfiguracyjne i zgodność ze starszymi kartami spowodowały skomplikowanie zarówno od strony sprzętu, jak i oprogramowania.
Karta EGA zawiera 16 KiB ROM, który przechowuje dodatkowe funkcje BIOS. Nie daje to jednak dostępu do wszystkich możliwości karty i programista, aby uzyskać określone efekty, wciąż musi programować bezpośrednio poprzez rejestry.
Pierwsze wersje kart miały zainstalowane 64 KiB RAM, ale nowsze wersje posiadały jej więcej, np. 128 KiB, 192 KiB oraz 256 KiB – nieformalnym standardem w końcu stało się właśnie 256 KiB. Ponieważ w trybach niższej rozdzielczości nie jest wykorzystywana cała pamięć, toteż w pamięci karty graficznej można było zmieścić równocześnie kilka ekranów, nazywanych „stronami” i szybko przełączać się między nimi.
Rozmieszczenie układów oryginalnej karty EGA od IBM:
| | |
| | |
| - 1a: Gniazdo przyłączeniowe dla karty rozszerzeń pamięci - 2: Układy pamięci graficznej TMS 4416-15NL, 8 układów po 8 kilobajtów każdy - 3: 1501458, L1C0092 układ IBM LSI - 4: 1501458, L1C0092 układ IBM LSI - 5: 74LS374PC, przerzutnik typu D - 6: 1501458, C04738: układ AMI - 7: SN74LS258BN multiplekser - 8a: SN74LS174N przerzutnik typu D - 8b: 74LS157PC multiplekser - 9: Otwory do podłączenia karty rozszerzeń pamięci - 10: 74S10PC NAND - 11: 74S04N bramka NOT - 12: SN74S00N, 436C NAND - 13: 74LS153NA, VV8407DO multiplekser - 14: 1501456, L1A0195 układ LSI - 15: 1501459, L1B0093 układ LSI - 16: AMI 6277356 - 17: 970-PC8428, 16,257 MHz - 18: SN74LS27N bramka NOR - 19: HD74LS138P 3-bitowy koder binarny - 20: N825137N - 21: SN74LS273N przerzutnik typu D | - 22: zworka - 23: SN74LS04N bramka NOT - 24: Gniazdo przyłączeniowe do przyszłej rozbudowy - 25: SN74LS32N bramka OR - 26: 74LS151PC multiplekser - 27: 74LS367APC sterownik szyny danych - 28: BECKMANN 898-1-R4-7K, 8432, układ rezystorów - 29: 74LS86PC bramka XOR - 30: SN74LS74AN, J429AJD przerzutnik typu D - 31: 74LS11PC, 11422 bramka AND - 32: SN74LS32N, I8442B bramka OR - 33: SN74LS244N, sterownik szyny danych I8439AL - 34: SN74LS245N, I8441D dwukierunkowy nadajnik-odbiornik - 35: N823137N, K8326 - 36: P8436, sterownik linii DM74LS125AN - 37: 01503247 - 38: zworka - 39: SN74LS175N, 8442 przerzutnik typu D - 40: zworka - 41: przełącznik DIP - 42: gniazda AUX - 43: 9-pinowe gniazdo monitorowe |

## EGA a CGA
Podobnie jak karty CGA, również EGA może pracować w dwóch trybach, tj. znakowym i graficznym. Karta może wyświetlać obraz w maksymalnie 16 kolorach, które są wybierane z palety 64 kolorów.
Tryb znakowy w stosunku do CGA został znacznie rozszerzony. Maksymalna liczba kolumn i wierszy wynosi 80×25 i taka też jest domyślnie ustawiana, ale istnieje możliwość zmiany ustawień i uzyskanie np. 50×40. Zostały wprowadzone programowalne generatory znaków, za pomocą których można było dowolnie ustalić kształt wyświetlanych znaków (w karcie CGA generatory znaków dostępne są tylko w pamięci ROM). Ponadto rozmiar znaku nie jest ograniczony do 8×8 punktów, ale może wynosić jeszcze – w zależności od trybu – albo 8×14 albo 9×14 punktów.

## Tryb graficzny
W trybie graficznym maksymalna dostępna rozdzielczość to 640×350 w 16 kolorach. Jeśli do karty podłączony jest monitor monochromatyczny wysokiej rozdzielczości to można uzyskać tryb czarno-biały 720×350 pikseli. Istnieją również karty zgodne z EGA, które posiadają tryby graficzne o jeszcze wyższych rozdzielczościach, np. 640×400, 640×480 i 720×540.
Tryby graficzne również są wysoce konfigurowalne. Można ustawić sposób zapisu do pamięci karty, np. jeden tryb oferuje szybkie stawianie pojedynczych pikseli, inny szybkie kopiowanie dużych obszarów obrazu. Programista może ustawić jaki rodzaj operacji logicznej jest wykonywany na obrazie, np. suma, czy iloczyn bitowy. Istnieje możliwość przesuwania obrazu (ang. panning), wyszukiwania brzegu w określonym kolorze i wiele innych.

przykładowe obrazy EGA
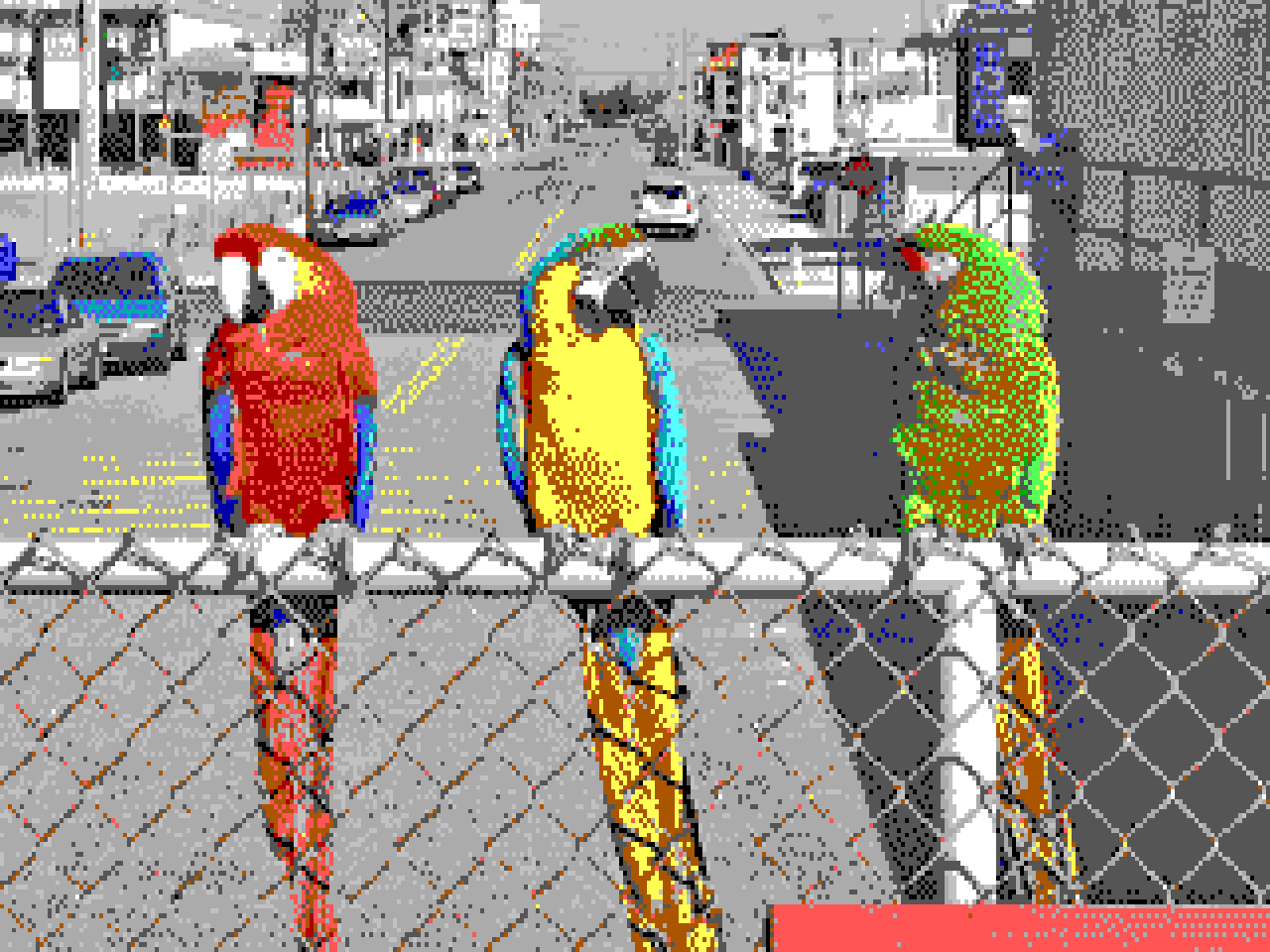
EGA 320 × 200, 16 kolorów
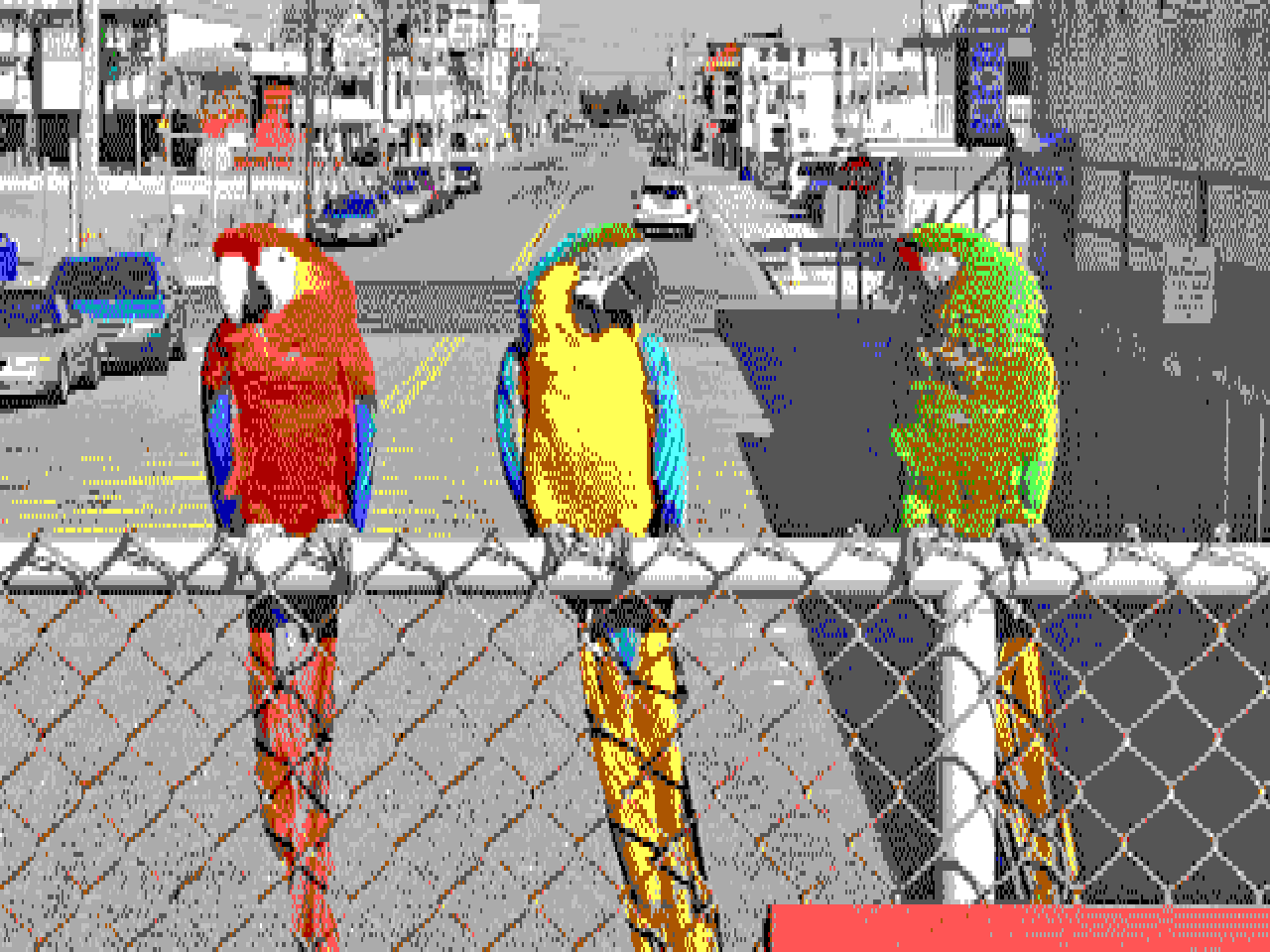
EGA 640 × 200, 16 kolorów
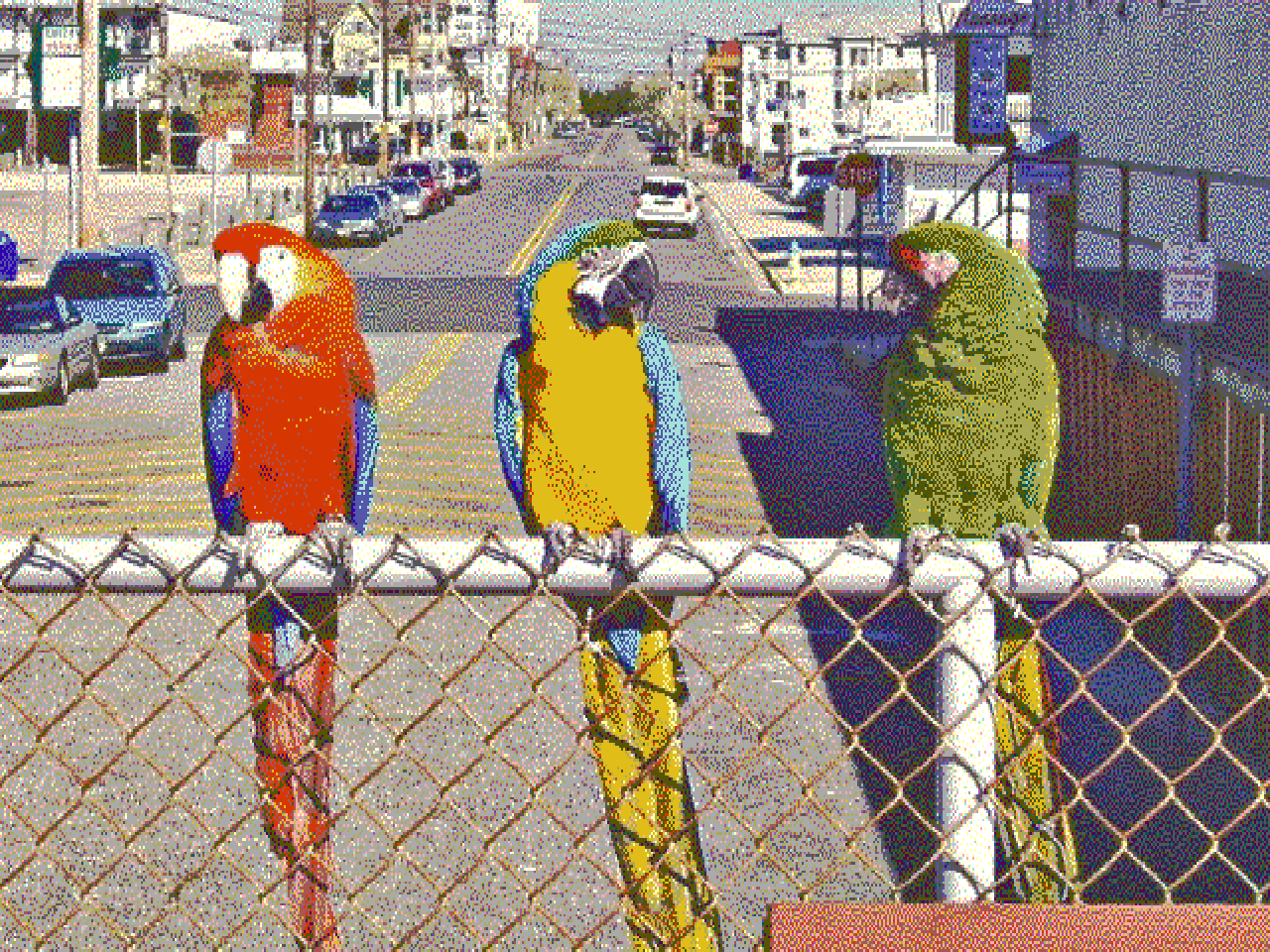
EGA 640 × 350, 16 kolorów
Tryb tekstowy
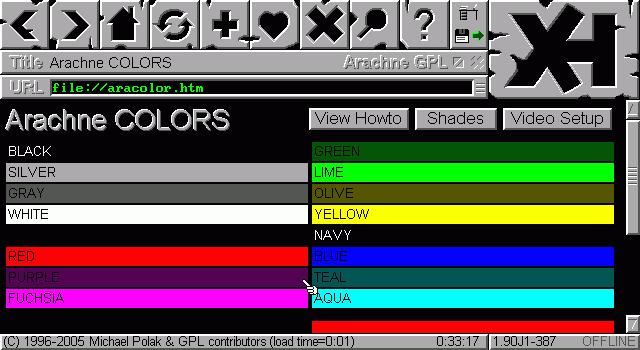
Zrzut ekranu z przeglądarką internetową Arachne w trybie graficznym 640 × 350. Zrzut ekranu zawiera 14 kolorów.

## Następcy
Karty EGA zostały zastąpione kartami VGA, wprowadzonymi ok. 1987 r. Istniały także rozszerzenia standardu EGA zanim pojawiły się karty VGA. Przykładem takiego układu były karty Tseng Labs.